# Elfled od Wessexa
Elfled („ljepota vilenjaka”; 10. stoljeće) bila je baka Luja IV., kralja Zapadne Franačke. Elfledin muž bio je kralj Eduard I. Stariji.

## Biografija
Gospa Elfled je bila kći plemića Æthelhelma, koji je vjerojatno umro 897. godine.
Elfled se udala za Eduarda oko 899. Ovo su djeca gospe Elfled i njenog muža:
- Etelvird[2] (kralj Wessexa?)
- Edwin
- Eadgifu, kći Edvarda I. Starijeg, kraljica Zapadne Franačke
- Eadhild[3]
- Edita Engleska[4]
- Ælfgifu?
- Eadflæd
- Æthelhild

Eduard se rastao od Elfled kako bi mogao oženiti Edgivu Kentsku te se Elfled povukla u opatiju Wilton.